# Mikroorganisme
En mikroorganisme (mikrobe) er en organisme som er så lille, at den kun kan ses i et mikroskop.

## Bakterier på arbejde
Ofte omtaler man mikroorganismer som levende enzymfabrikker, da de kan indeholde flere millioner enzymer. Man udnytter dog også mikroorganismer i industrien; i den industrielle sammenhæng gæres mikroorgansimer i store tanke, hvor der bliver produceret enzymer, som fx bruges til gødning eller fremstilling af vaskemiddel. Derfor kan man med sikkerhed sige, at enzymer anvendes i flere forskellige processer. I dag er det også muligt, at indsplejse en DNA streng så den danner de proteiner man ønsker at fremstille. Det er blandt andet den proces, der foretages, når insulin fremstilles.
Ved rensning af vand hjælper bakterier også med at rense fx industrispildevand. Populært sagt siger vi, at mikroorgansimerne æder affaldet og omdanner det til kuldioxid, vand og salte. Med tiden indgår disse elementer igen i naturens økologiske kredsløb.

## Bakterier i kvælstofskredsløbet
Knoldbakterier binder stoffet nitrogen, og med denne proces skaber de dermed det primære grundlag for, at planter kan overleve i naturen. En anden vigtig funktion opstår under processen: forrådnelse. Når dødt organisk materiale bliver nedbrudt, bliver der dannet ammoniak. Når dette stof kommer i kontakt med vand, dannes der et ammoniumion. Dette ammoniumion bliver omdannet til nitritioner ved hjælp af effektive nitritbakterier. Derefter omdanner nitrat nitritioner til nitrationer. De mange kemiske reaktioner resulterer i det vi kalder nitrifikationsprocessen. 
Denne proces medfører, at planter kan få de næringstoffer, som de har brug for til deres overlevelse. Alligevel kan visse problemer opstå; hvis planter modtager mere næring, end de kan optage, kan næringen blive udnyttet af alger. Formerer algerne sig, medfører det, at underhavsplanter ikke kan få det nødvendige sollys til deres fotosyntese. I stedet foretager disse planter respiration. Dette vil resultere i iltsvind, der medfører fiske- og plantedød. Ved nebrydelsen af disse forsvinder endnu mere ilt. 
Følgende organismegrupper indeholder arter som er mikroorganismer: 
- bjørnedyr
- amøbe
- protozo
- alge
- rødalge
- brunalge
- grønalge
- plankton
- svampedyr
- eubacteria
- arker
- stramenopila
- Vira
- Gærsvampe
- Parasitter